# (37155) 2000 VD59
2000 في دي 59 (ويعرف أيضًا باسم (37155) 2000 في دي 59 وفق تسمية الكوكب الصغير) (بالإنجليزية: 2000 VD59)‏ هو كويكب ضمن حزام الكويكبات؛ وترتيبه 37155 من حيث الاكتشاف.
اكتُشف هذا الجُرم الفلكي بواسطة بحث لنكولن عن الكويكبات القريبة من الأرض في 5 نوفمبر 2000.

## وصلات خارجية
- (37155) 2000 VD59 في قاعدة بيانات مختبر الدفع النفاث لأجرام النظام الشمسي الصغيرة

- الاكتشاف · مخطط المدار ·  العناصر المدارية · المعلمات المادية

- (37155) 2000 VD59 على موقع ويكي سكاي: DSS2, SDSS, GALEX, IRAS, Hydrogen α, X-Ray, Astrophoto, Sky Map, Articles and images